# Simpson Hills
Die Simpson Hills sind eine Gruppe bis zu 1700 m hoher Gebirgskämme und Nunatakker unweit der Black-Küste des Palmerlands auf der Antarktischen Halbinsel. Sie ragen 10 km nordwestlich des Owen Peak am Kopfende des Gruening-Gletschers auf.
Der United States Geological Survey kartierte sie anhand von Luftaufnahmen der United States Navy aus den Jahren von 1966 bis 1969 und nahm gemeinsam mit dem British Antarctic Survey (BAS) zwischen 1986 und 1987 Vermessungen vor. Das UK Antarctic Place-Names Committee benannte sie 1991 nach Anthony Russell Simpson (* 1961) vom BAS, der an diesen Vermessungen beteiligt war.